# Pseudoclimaciella rubida
Pseudoclimaciella rubida är en insektsart som först beskrevs av Hermann Stitz 1913.  Pseudoclimaciella rubida ingår i släktet Pseudoclimaciella och familjen fångsländor. Inga underarter finns listade i Catalogue of Life.